# Sopa de habas

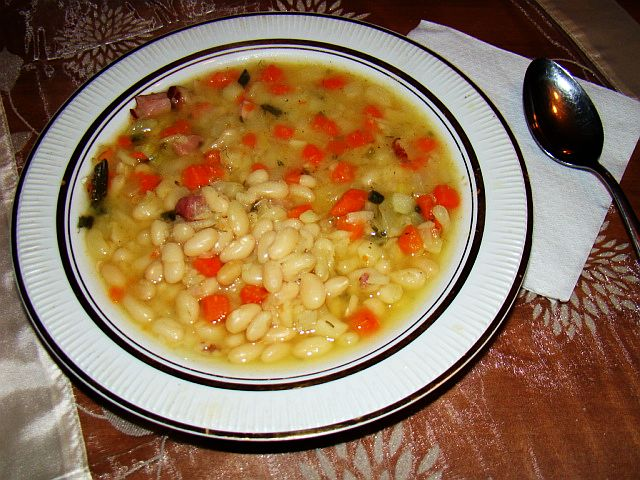

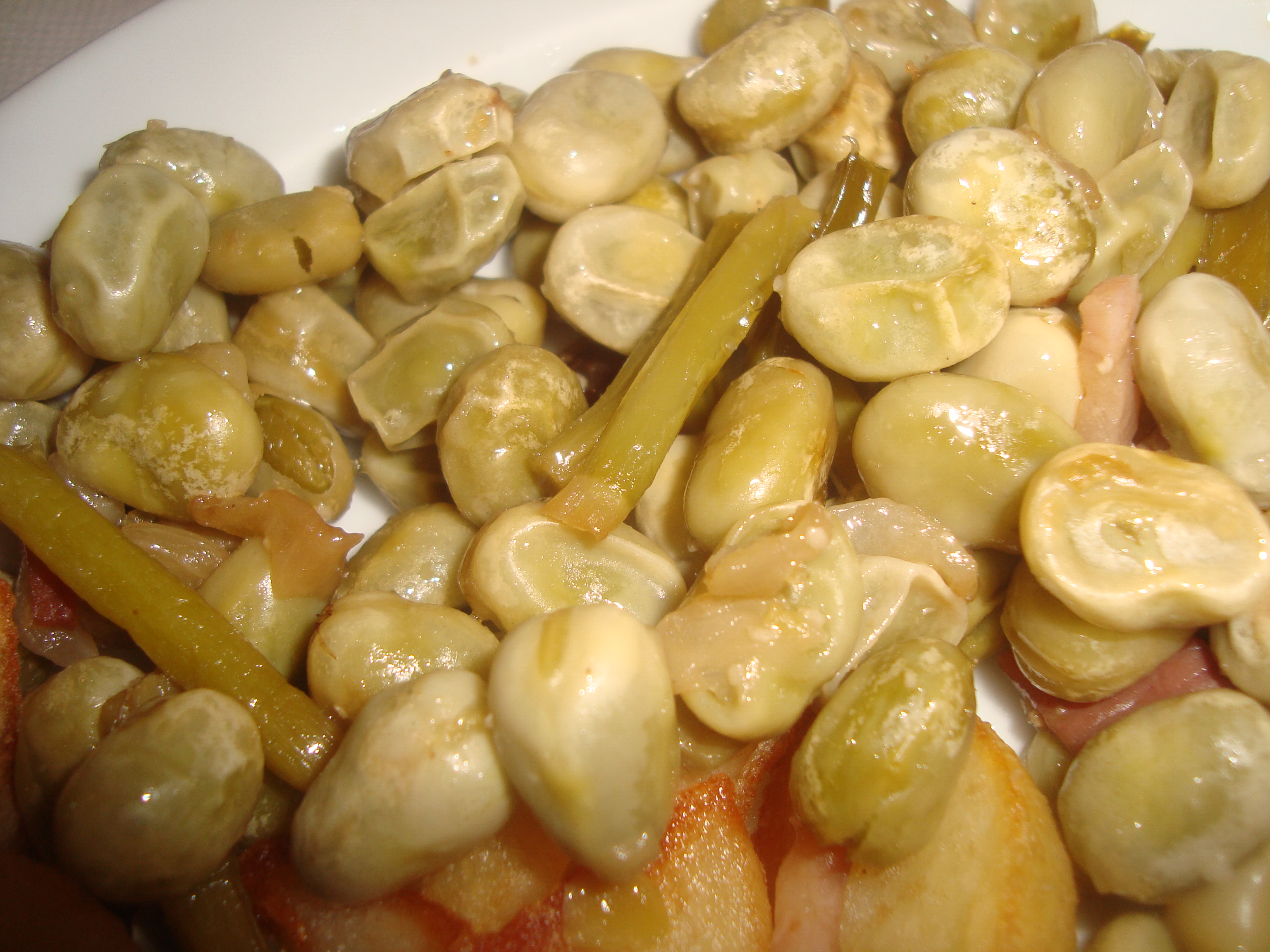
Habas cocidas

La sopa de habas es una preparación culinaria en forma de sopa que incluye como ingrediente principal las habas (Vicia faba). Es habitual que se prepare mediante una cocción lenta acompañada de algunas verduras. En algunos países europeos como una preparación cocina sefardí.

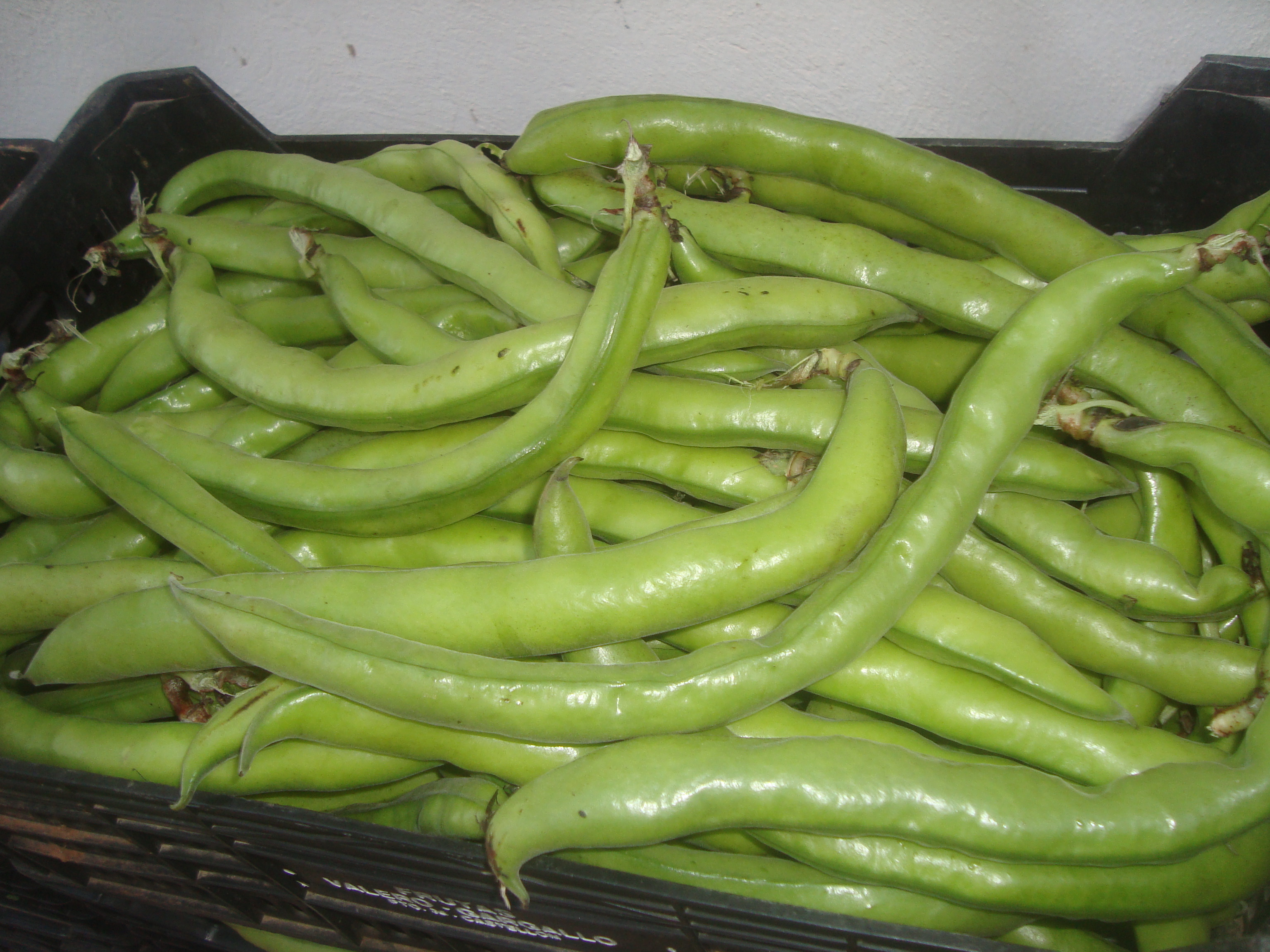
Habas con piel (Vicia faba)

## Variantes europeas
Existen diversas variantes en la cocina española como la sopa de habas a la extremeña típica de la cocina extremeña, la fabada asturiana. En algunos de los países de la zona de los Balcanes suele encontrarse diversas variantes, un ejemplo es la cocina bosnia en la que se encuentra el popular pasulj.